# إميلي كرافت
إميلي كرافت (بالألمانية: Emily Kraft)‏ هي لاعبة كرة قدم ألمانية، ولدت في 18 فبراير 2002 في فرانكفورت في ألمانيا.

## وصلات خارجية
- إميلي كرافت على موقع الاتحاد الأوربي (الإنجليزية)
- إميلي كرافت على موقع قاعدة بيانات كرة القدم.إي يو (الإنجليزية)
- إميلي كرافت على موقع Soccerway.com (الإنجليزية)